# Jüngling vom Magdalensberg

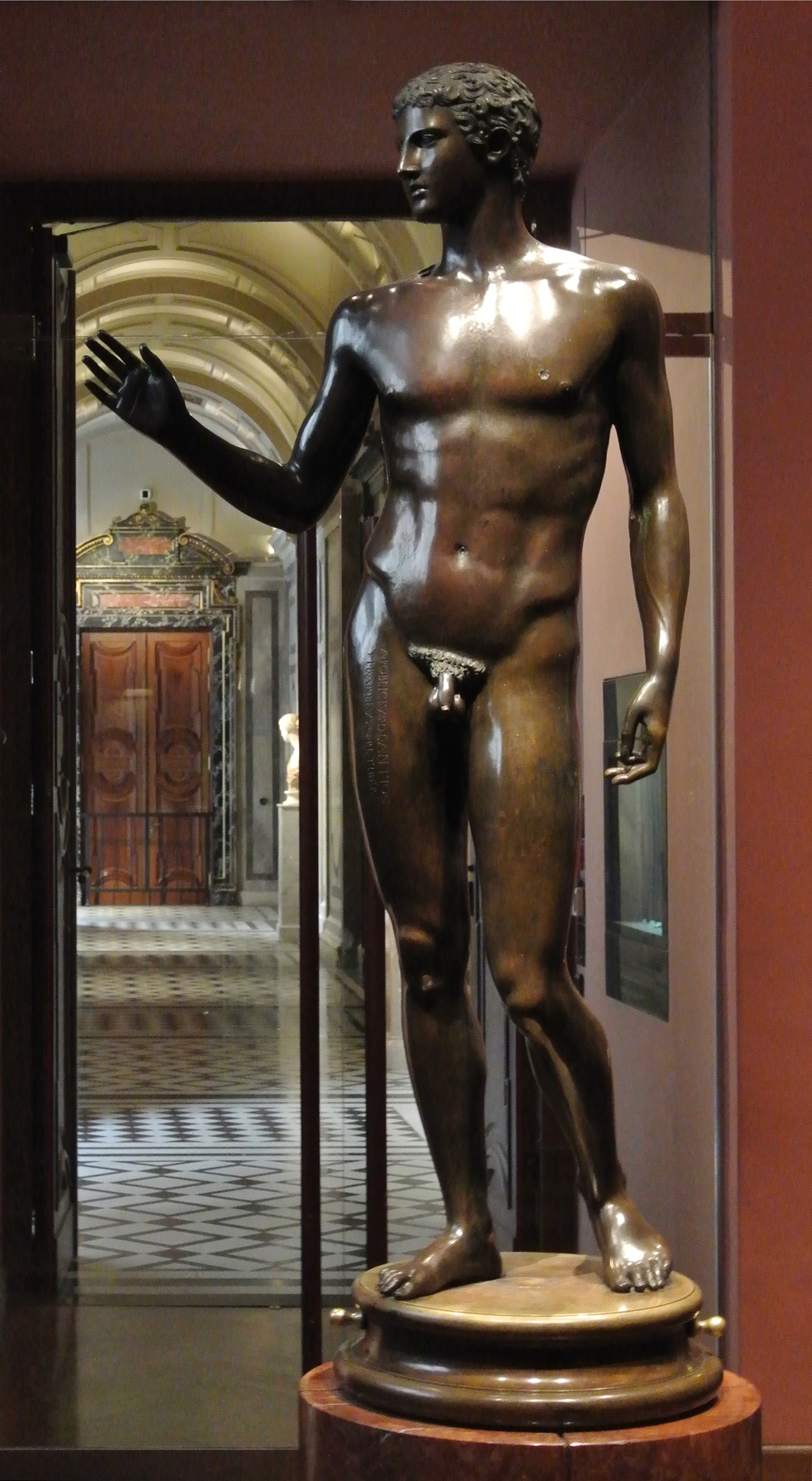
Der Jüngling vom Magdalensberg im Kunsthistorischen Museum Wien

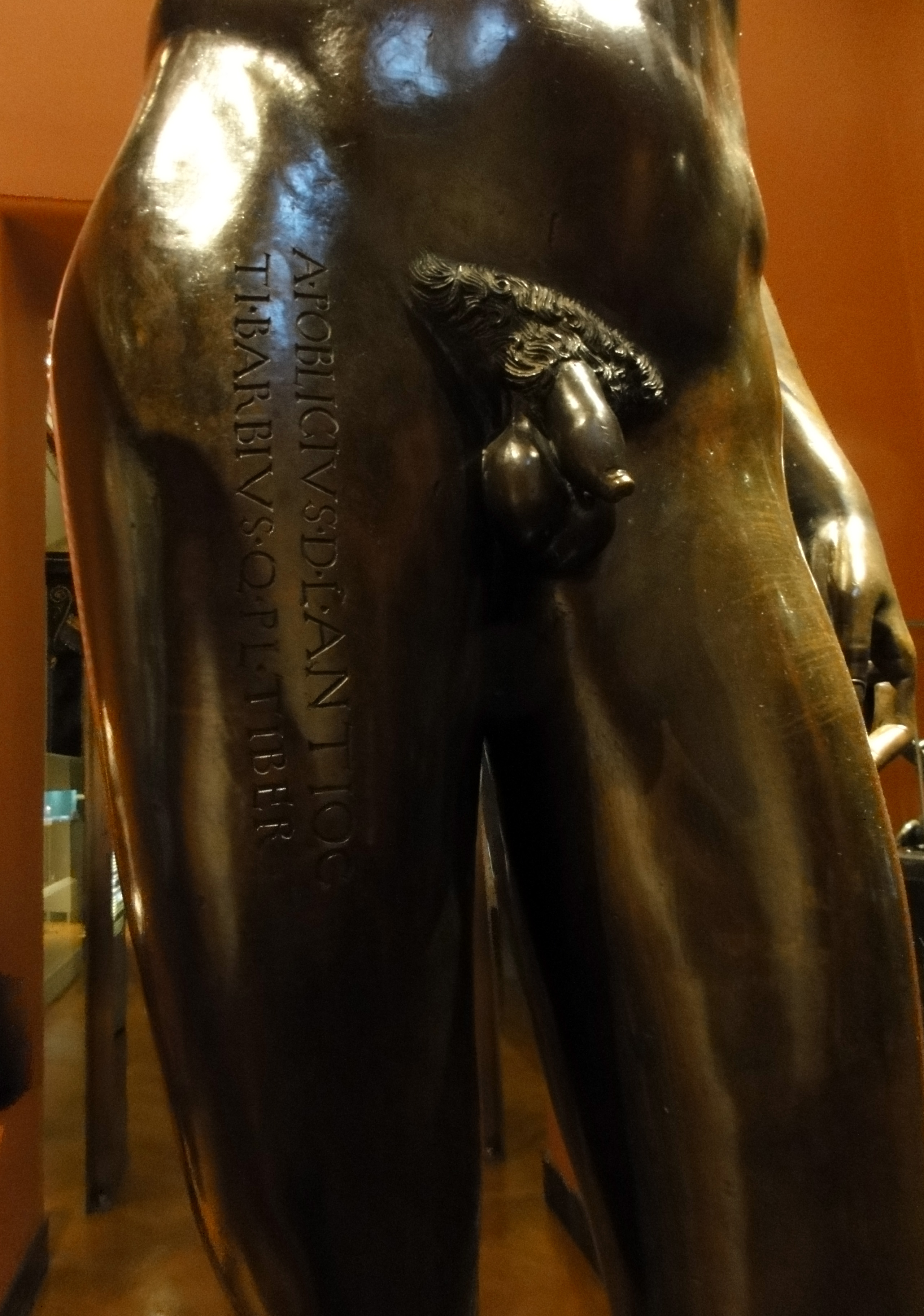
Inschrift am rechten Oberschenkel

Der Jüngling vom Magdalensberg ist eine römische Bronzestatue aus dem ersten Jahrhundert v. Chr. Sie wurde 1502 auf dem Kärntner Magdalensberg gefunden und ist heute nur durch einen Abguss aus dem 16. Jahrhundert bekannt, der sich in der Antikensammlung des Kunsthistorischen Museums in Wien (Inventar-Nummer VI 1) befindet.
Bis ins 20. Jahrhundert war die Statue auch als „Jüngling vom Helenenberg“ bekannt nach der alten Bezeichnung für den Magdalensberg.

## Beschreibung
Die aus Bronze gefertigte Plastik stellt einen nackten, stehenden Jüngling in etwa in Lebensgröße dar (Höhe 1,85 m). Standbein ist das rechte Bein, Spielbein das linke, das nur mit den Zehen den Boden berührt. Der linke Arm hängt frei herab, die rechte Hand ist bis in Schulterhöhe gehoben. Der Kopf ist halb nach rechts gewendet und folgt dem Gestus der rechten Hand.
Auf dem rechten Oberschenkel ist eine Inschrift eingeritzt:
A[ulus] Poblicius D[ecimi] l[ibertus] Antio[cus]
Ti[berius] Barbius Q[uinti] P[ublii] l[ibertus] Tiber[inus oder -ianus]
Es ist die Widmung zweier Freigelassener, die wahrscheinlich als Händler in der Stadt auf dem Magdalensberg tätig waren.

## Deutung
Weder aus der Statue selbst noch aus der Inschrift lässt sich eine Identifikation als Götterbildnis ableiten. Daher gibt es eine Fülle von Interpretationen. Diese reichen vom Athleten über Lampenträger (Lychnophoros) bis zu verschiedenen Gottheiten. Auch ein zusammen mit dem Jüngling gefundener vergoldeter bronzener Rundsschild, der heute verschollen ist, hilft bei der Deutung nicht weiter. Der Schild trug die Inschrift
M. Gallicinus Vindili f[ilius] L[ucius] Barb[ius] L[ucii] l[ibertus] Philoterus pr[ocurator] / Craxsantus / Barbi[i] P[ublii] s[ervus].
Die Stifter des Schildes waren also ein freier Kelte, ein Freigelassener der oberitalischen Gens Barbia und ein einheimisch-keltischer Sklave derselben Familie. Dieser Familie gehörte auch einer der beiden Stifter der Jünglingsstatue an.
Neuere Interpretationen sehen die Statue als Kultstatue eines keltischen Mars auf dem Heiligtum am Berggipfel, als Noreia-Priester, als Teil einer der Noreia gewidmeten Statuengruppe, oder als Mercuriusstatue, die auf dem Forum der Stadt stand.

## Einordnung
Die Statue ist ein eklektisches Werk der römischen Idealplastik und wurde in der ersten Hälfte des ersten Jahrhunderts v. Chr. angefertigt. Vorbild war die griechische Plastik des 5. und 4. Jahrhunderts v. Chr. Möglicherweise ist sie die Kopie eines Werkes aus der Schule des Polyklet.
Der Jüngling ist die einzige bekannte antike Bronzegroßplastik aus dem Ostalpenraum und daher von überregionaler Bedeutung.

## Provenienz

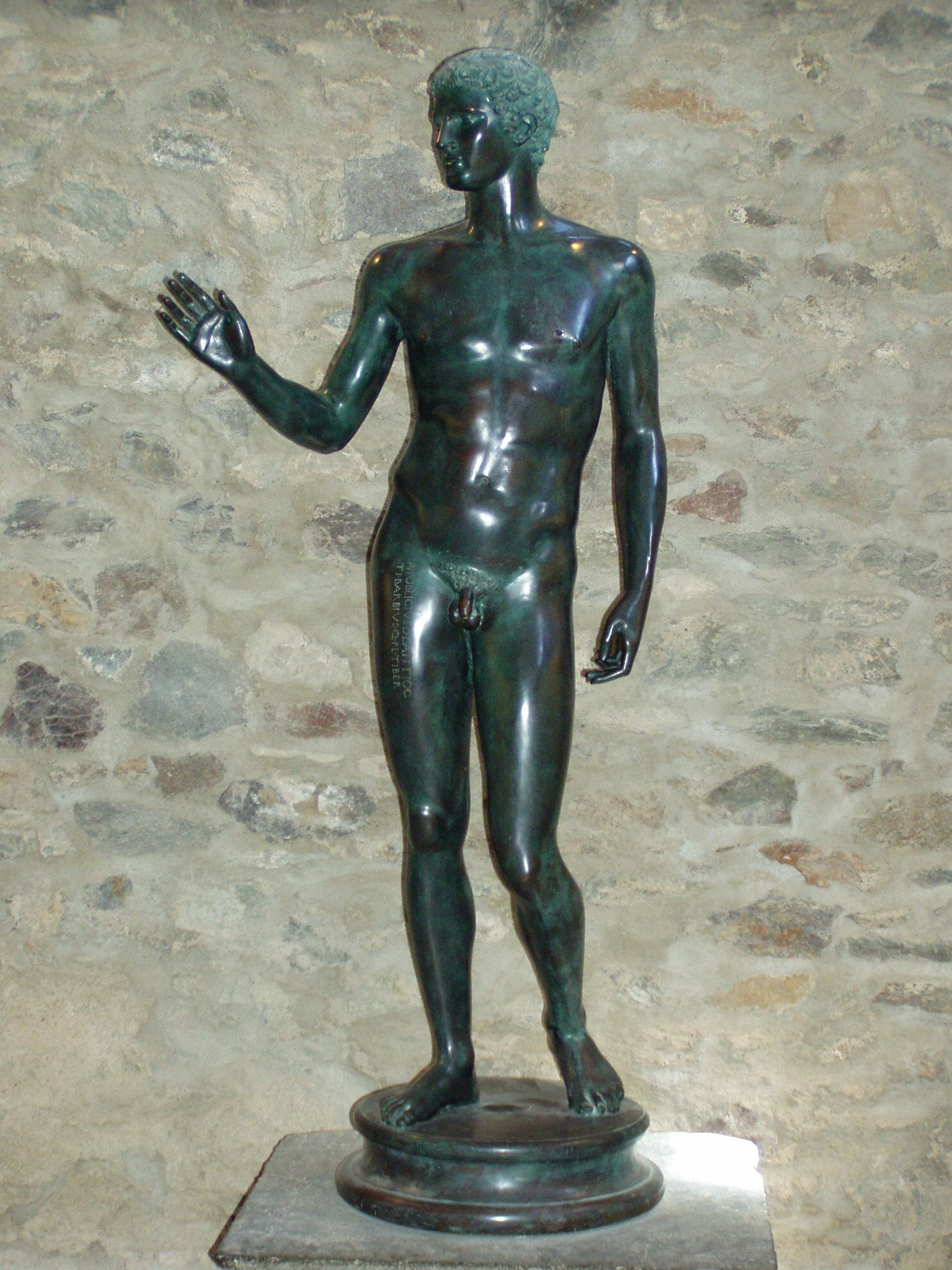
Kopie in der Außenstelle des Landesmuseums Kärnten auf dem Magdalensberg

Die Statue wurde 1502 von einem Bauern beim Pflügen auf einer Terrasse südlich des Gipfels gefunden. Bald danach gelangte sie in den Besitz des Bischofs von Gurk und Humanisten Matthäus Lang von Wellenburg. Dieser nahm sie 1519 mit nach Salzburg, als er Salzburger Erzbischof wurde. Bis in die 1980er Jahre nahm man an, dass die Statue 1806 von Salzburg nach Wien kam. 1986 führten Untersuchungen der Gusstechnik sowie naturwissenschaftliche Analysen des Metalls jedoch zu dem Ergebnis, dass die Wiener Statue ein Abguss aus der Mitte des 16. Jahrhunderts ist.
Der Verbleib des Originals ist nicht mit Sicherheit zu klären. Wie Protokolle des Salzburger Domkapitels belegen, gelangte es 1551 in den Besitz von König Ferdinand I., nachdem ein Abguss angefertigt worden war, der zunächst in Salzburg verblieb und 1806 nach Wien kam. Das Original wurde nach Spanien verbracht, wo es 1662 und 1786 in den königlichen Gärten des Schlosses von Aranjuez nachzuweisen ist. Seit dem Beginn des 19. Jahrhunderts ist das Original der Statue jedoch verschollen.
Vom Original sind zwei Abbildungen bekannt. Die eine stammt aus dem in Ingolstadt herausgegebenen Inschriftenwerk Inscriptiones sacrosanctae vetustatis von Petrus Apianus und Bartholomaeus Amantius von 1534, die andere ist ein Fresko Hans Bocksbergers d. Ä. im Kapellengang der Stadtresidenz von Landshut aus dem Jahre 1542.